# Dave Turner
David Lindsay "Dave" Turner (ur. 23 września 1923 w Oakland, zm. 26 czerwca 2015 w Jacksonville) – amerykański wioślarz i oficer, złoty medalista olimpijski
Wystąpił na igrzyskach olimpijskich w Londynie w 1948 roku, gdzie osada USA w składzie: Ian Turner, Dave Turner, Jim Hardy, George Ahlgren, Lloyd Butler, Dave Brown, Justus Smith, John Stack i Ralph Purchase (sternik) wywalczyła złoty medal w ósemkach. W finale o 10,2 sekundy pokonali Brytyjczyków, a o 13,6 sekundy wyprzedzili Norwegów. Był to jego jedyny start olimpijski.
Kształcił się na Uniwersytecie Kalifornijskim w Berkeley. Po studiach zaciągnął się do United States Navy i został zawodowym oficerem. Służył między innymi w wojnie wietnamskiej i wojnie koreańskiej. W stan spoczynku przeszedł w 1969 w stopniu komandora podporucznika.
Brat Iana Turnera.